# Sinfonía n.º 84 (Haydn)

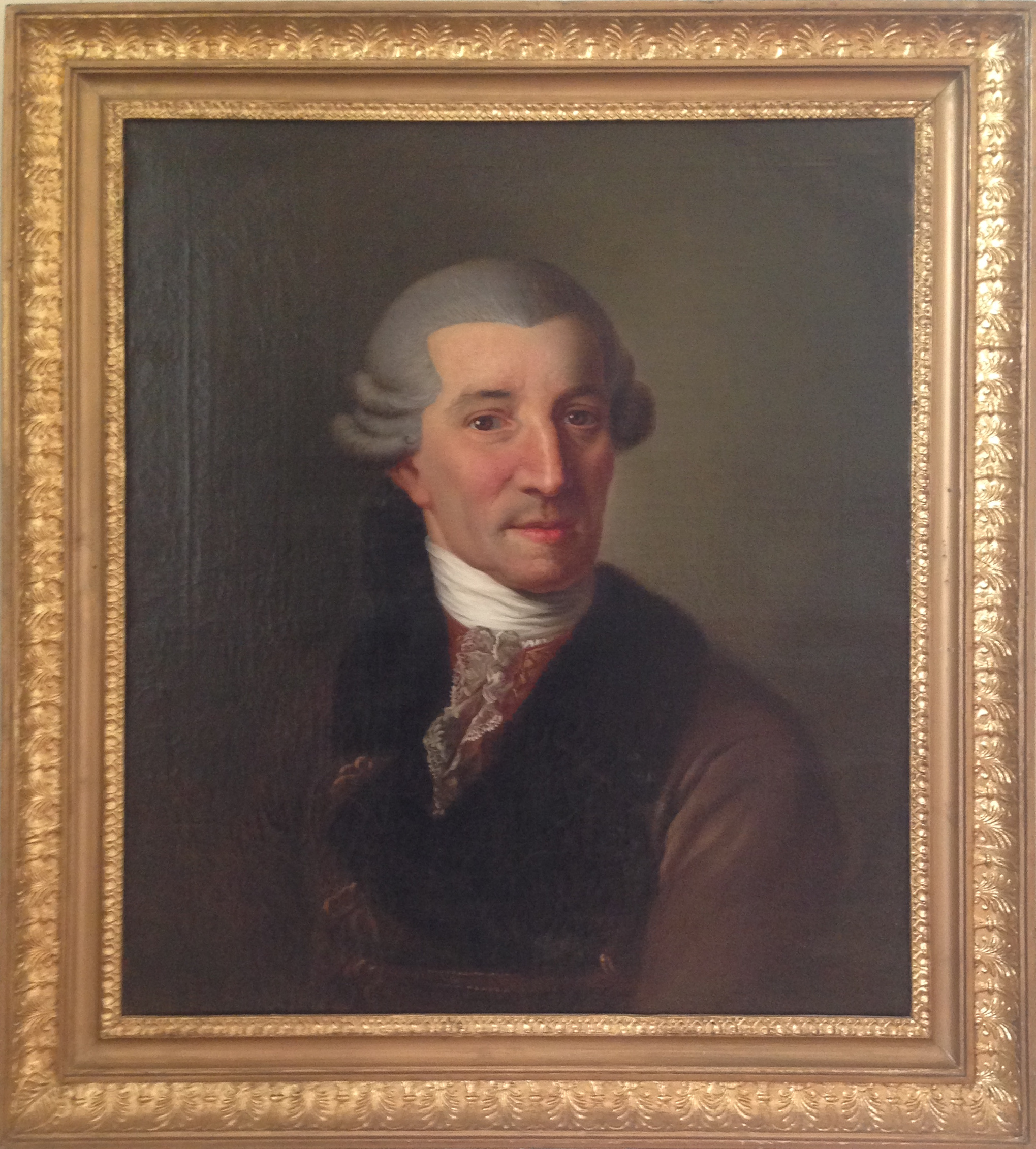
Haydn en 1785.

La Sinfonía n.º 84 en mi bemol mayor, Hob. I:84, también conocida como In nomine Domini, fue compuesta por Joseph Haydn en 1786. Es la tercera de las denominadas Sinfonías de París (n.º 82 a 87).

## Historia

### Composición
La producción sinfónica del maestro austríaco puede dividirse a grandes rasgos en tres bloques temporales: el primer bloque (1757-1761) se corresponde con su periodo al servicio del conde Carl von Morzin (n.º 1 - n.º 5); el segundo bloque en la corte Esterházy (1761-1790 pero con la última sinfonía para el público de Esterházy en 1781); y el tercer bloque (1782-1795) comprende las Sinfonías de París (n.º 82 - n.º 87) y las Sinfonías de Londres (n.º 93 - n.º 104). El 1 de mayo de 1761 el compositor firmó su contrato como vice-kapellmeister (más tarde kapellmeister) de la familia Esterházy, que nominalmente duró 48 años, hasta su muerte.
La composición de esta pieza se desarrolló en 1786. Se conserva la partitura manuscrita autógrafa que actualmente se encuentra en la Biblioteca Nacional de Francia. El Concert de la Loge Olympique (Concierto de la Logia Olímpica) era una sociedad musical parisina, de ahí el nombre del conjunto Sinfonías de París. Su ciclo de conciertos fue instituido en 1780 y se contaba entre los más prestigiosos de Francia. María Antonieta asistía en ocasiones, al igual que varios funcionarios de la corte de Versalles. En 1784 el Consejo de administración del Concert de la Loge Olympique pidió a Haydn que escribiera seis sinfonías para su ciclo. Era el primer encargo extranjero recibido por el compositor, que había pasado la mayor parte de su vida profesional al servicio de los Esterházy. Entre 1784 y 1786 el maestro austríaco compuso las seis Sinfonías de París (n.º 82 - 87).
Este conjunto marca un punto de inflexión en la carrera del compositor. En aquel momento Haydn experimentaba una especie de monotonía compositiva en sus creaciones para la corte de Esterházy, mientras que las consideraciones comerciales le dificultaban experimentar en las obras que escribía a instancias de los editores. No es difícil entender por qué el compositor aceptó el encargo de estas sinfonías. Le dieron la oportunidad de estirar sus alas musicales, experimentar para crear algo personal y original a una escala mucho mayor que llegaría a un público más amplio que las obras destinadas a los Esterházy. La n.º 84, a pesar de su numeración como la tercera de las seis, fue de hecho una de las últimas en escribirse, dado que se completó entre 1785 y 1786.

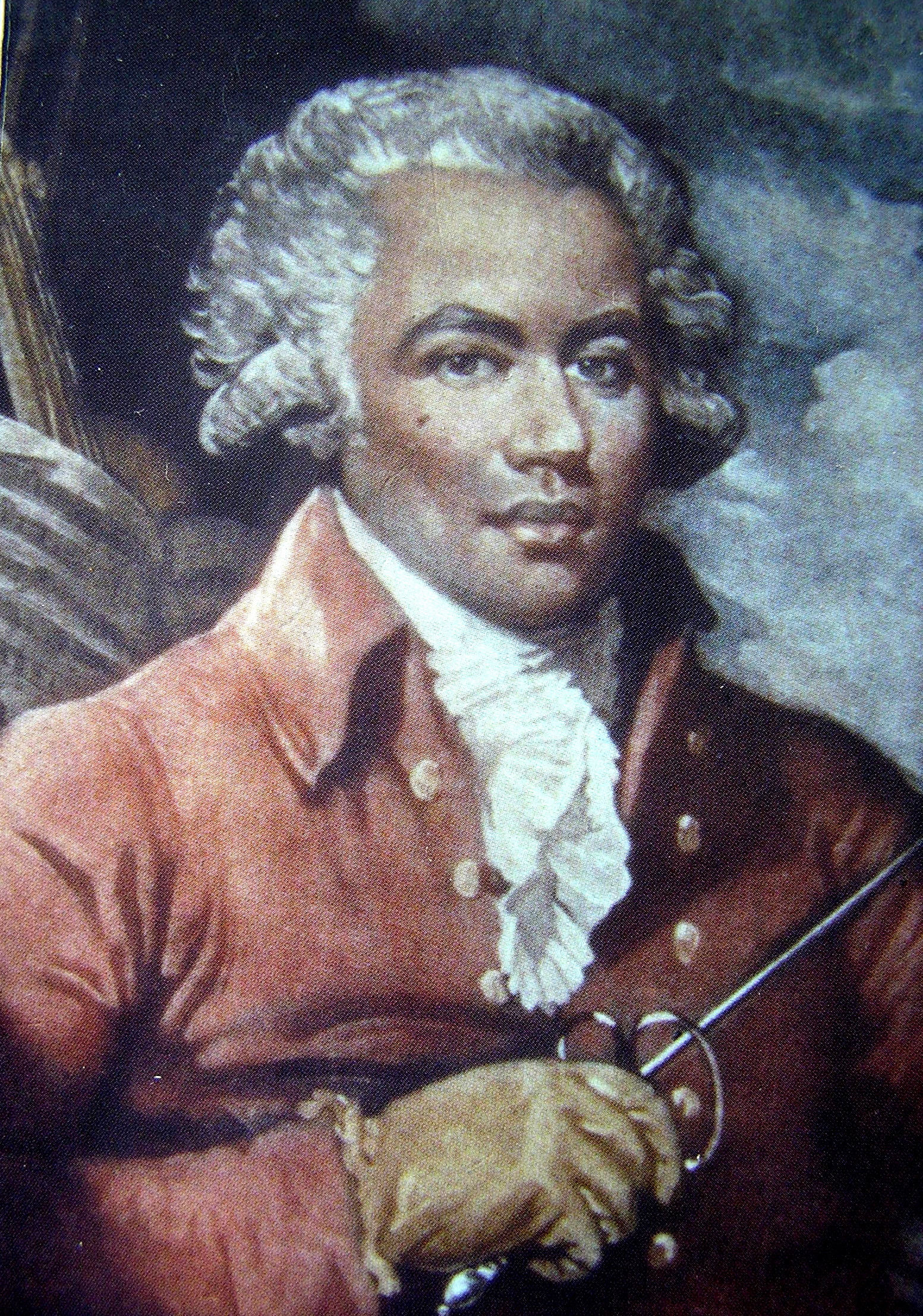
Joseph Boulogne, director del estreno.

El sobrenombre In nomine Domini, como los de otras sinfonías de Haydn, no proviene del propio compositor. En latín significa En el nombre del Señor, que son las últimas palabras del penúltimo verso del Sanctus en la Misa católica.

### Estreno y publicación
El estreno se celebró en 1787 en París con la interpretación del Concert de la Loge Olympique, dirigida por el célebre músico mulato, Joseph Boulogne, Chevalier de Saint-Georges.
La primera edición fue llevada a cabo en diciembre de 1787 por la editorial Artaria en Viena. Se publicó como la número 3 bajo la denominación 3 Symphonies, Op. 51. Haydn solicitó a su editor vienés, Artaria & Co., que publicara las obras en el siguiente orden: 87, 85, 83, 84, 86 y 82. Pero su deseo no fue concedido, ya que la edición parisina de 1788 las coloca en el orden que conocemos en la actualidad.

## Instrumentación
La partitura está escrita para una orquesta formada por:
- Viento madera: 1 flauta, 2 oboes y 2 fagotes.
- Viento metal: 2 trompas.
- Cuerda: una sección de cuerdas con 2 violines, viola, violonchelo y contrabajo.

Las Sinfonías de París se crearon para la gran orquesta de la Loge Olympique, que fue el mayor conjunto orquestal que Haydn tuvo jamás a su disposición. Incluía una gran sección de cuerdas de hasta 40 violines y diez contrabajos. Además contaba con refuerzos para las partes de las maderas con hasta cuatro efectivos de cada viento madera. En las seis sinfonías de esta serie, a excepción de la n.º 87, la mayor "prominencia [es] conferida a los instrumentos de viento madera".
En cuanto a la participación del clavecín como bajo continuo en las sinfonías de Haydn existen diversas opiniones entre los estudiosos: James Webster se sitúa en contra; Hartmut Haenchen a favor; Jamie James en su artículo para The New York Times presenta diferentes posiciones por parte de Roy Goodman, Christopher Hogwood, H. C. Robbins Landon y James Webster. A partir de 2019 la mayor parte de las orquestas con instrumentos modernos no utiliza el clavecín como continuo. No obstante, existen grabaciones con clavecín en el bajo continuo realizadas por: Trevor Pinnock (Sturm und Drang Symphonies, Archiv, 1989-1990); Nikolaus Harnoncourt (n.º 6–8, Das Alte Werk, 1990); Sigiswald Kuijken (incluidas las Sinfonías de París y Londres; Virgin, 1988-1995); Roy Goodman (Ej. n.º 1-25, 70-78, 82-87; Hyperion, 2002).

## Estructura y análisis
La sinfonía consta de cuatro movimientos:
- I. Largo – Allegro, en mi bemol mayor 3
4
- II. Andante, en si bemol mayor 6
8
- III. Menuet – Trio, en mi bemol mayor 3
4
- IV. Finale. Vivace, en mi bemol mayor 2
4

La interpretación de esta obra dura aproximadamente entre 20 y 25 minutos.  

### I.Largo – Allegro
El primer movimiento, Largo – Allegro, está escrito en la tonalidad de mi bemol mayor, en compás de 3/4 y sigue la forma sonata. Se abre de manera profunda con una introducción lenta, que contrasta con los acordes fortissimo de toda la orquesta y los pasajes tranquilos y arqueados de las cuerdas. La introducción adquiere un mayor impulso rítmico y después se detiene en la dominante si bemol mayor antes de que el ágil tema del Allegro entre tranquilamente en las cuerdas. El cuerpo principal del movimiento combina agradablemente la economía monotemática de Haydn con una elegante accesibilidad. Se escucha una reexposición completa del primer tema, con la incorporación de la flauta, antes de una transición larga y muy enérgica a la dominante. Una vez confirmada la nueva tonalidad, suena una versión transpuesta del primer tema en las maderas. El mismo tema abre el desarrollo, cada compás del cual contiene un elemento del tema a medida que Haydn produce un denso caudal sonoro que dura más que la exposición. En la recapitulación el compositor altera el material de transición y no se molesta en reexpresar la sección original en la dominante.

### II.Andante
El segundo movimiento, Andante, está en si bemol mayor y en compás de 6/8. El movimiento lento, de carácter serio, es un híbrido entre una forma ternaria y un tema con variaciones. El tema principal es similar en estructura a la introducción del movimiento inicial. Tras estabilizar el tema hay un pasaje contrastante en modo menor que está basado en el tema principal, aunque sin excesivo rigor. Luego aparecen otras dos variaciones estróficas, la primera de carácter lírico y la segunda más grandilocuente. Continúa hasta llegar a una cadencia que se caracteriza por el sonido de los metales al completo sobre el pizzicato de las cuerdas, pasaje que precede al gran tutti que concluye el Andante con una última exposición del tema. Concluye con una extensa coda que desarrolla el material previo antes de un cierre en pianissimo.

### III.Menuet– Trio
El tercer movimiento, Menuet – Trio, está en mi bemol mayor y en compás de 3/4. Haydn amplía las proporciones tradicionales del minueto con temas largos y organizados motivacionalmente en ambas partes. Su ingenio queda patente en la segunda parte, en la que una declaración variada del tema principal es interrumpida por tres pulsos en silencio antes de continuar en una dinámica mucho más suave. El trío es ligero y cómico, con un primer tema interpretado por un fagot solista.

### IV.Finale.Vivace
El cuarto y último movimiento, Finale. Vivace, retoma la tonalidad inicial, el compás es 2/4 y responde a la forma sonata. En un giro inusual Haydn inicia la sección de desarrollo del Finale monotemático con el tema en la dominante, incluyendo más tarde una inusual presentación completa en la subdominante la bemol mayor. Aún más sorprendente es la aparición del tema en la dominante muy cerca de la conclusión.